# Cantone di La Gâtine
Il Cantone di La Gâtine è una divisione amministrativa dell'arrondissement di Parthenay.
È stato costituito a seguito della riforma approvata con decreto del 18 febbraio 2014, che ha avuto attuazione dopo le elezioni dipartimentali del 2015.

## Composizione
Comprende i 40 comuni di:
- Allonne
- Aubigny
- Azay-sur-Thouet
- Beaulieu-sous-Parthenay
- La Boissière-en-Gâtine
- Chantecorps
- Clavé
- Coutières
- Doux
- La Ferrière-en-Parthenay
- Fomperron
- Les Forges
- Gourgé
- Les Groseillers
- Lhoumois
- Mazières-en-Gâtine
- Ménigoute
- Oroux
- La Peyratte
- Pougne-Hérisson
- Pressigny
- Reffannes
- Le Retail
- Saint-Aubin-le-Cloud
- Saint-Georges-de-Noisné
- Saint-Germier
- Saint-Lin
- Saint-Marc-la-Lande
- Saint-Martin-du-Fouilloux
- Saint-Pardoux
- Saurais
- Secondigny
- Soutiers
- Thénezay
- Vasles
- Vausseroux
- Vautebis
- Vernoux-en-Gâtine
- Verruyes
- Vouhé